# 2015년 하즈 압사 사고
2015년 하즈 압사 사고는 2015년도 하즈가 진행 중이던 메카에서 2015년 9월 24일에 발생한 압사 사고로, 최소 717명의 순례자와 그 외 868명이 사망했다. 하즈 기간에 발생한 압사 사고로는 1,426명이 사망했던 1990년 사고 이래 최악의 사망자가 발생했다.
2006년에도 비슷한 사고가 발생해 346명이 숨졌고, 이로 인해 사우디아라비아 정부가 메카 시내의 기반시설 개선 공사에 착수하는 계기가 되기도 했다. 또 지난 9월 11일에는 크레인 붕괴 사고로 118명이 숨진 적이 있었다.

## 같이 보기
- 이태원 참사
- 아카시 불꽃축제 압사 사고